# Concours stéphanite
Pour les articles homonymes, voir Stéphanite.
En Grèce antique, un concours est dit stéphanite (grec ancien : στεφανίτης / stephanítês) lorsque son vainqueur est récompensé d'une simple couronne (en grec στέφανος / stéphanos), qui peut être de divers matériaux, mais généralement du feuillage d'un arbre (chêne, olivier, pin, laurier) ou d'une plante symboliquement associé au culte de la divinité en l'honneur de laquelle est célébrée la fête.
Les concours stéphanites constituent la catégorie la plus prestigieuse de ces manifestations, on les appelle également concours sacrés : c'est le cas par exemple des jeux olympiques, des jeux pythiques, des jeux néméens et des jeux isthmiques. À la période hellénistique puis romaine, alors que les concours se multiplient, beaucoup accèdent au statut de concours stéphanite : ainsi des Asclépieia d'Épidaure ou des Sôtèiria de Delphes (au milieu du IIIe siècle av. J.-C.), des Actia de Nicopolis (sous Auguste), des Amphiaraia d'Oropos (au Ier siècle av. J.-C.) ou encore des Éleuthèria de la Confédération thessalienne (à la fin du IIIe siècle).
Les concours stéphanites s'opposent aux concours dits « chrématites », « thématiques » ou « thématites », où les récompenses obtenues sont des objets de valeur ou des sommes d'argent.